# Єзавель (фільм, 1938)
«Єзавель» (англ. Jezebel) — фільм Вільяма Вайлера за однойменною п'єсою Овена Девіса. Прем'єра відбулась 10 березня 1938 року.

## Сюжет
Початок 1850-х років, передвоєнний Новий Орлеан. Розпещена, вольова красуня Джулі Марсден заручена з банкіром Престоном Діллардом. Як помсту за його відмову супроводжувати її до модного магазину, вона замовляє яскраво-червону сукню для балу, на якому всі жінки повинні бути в білому. Після балу Престон розриває заручини й від'їжджає у справах на північ. За рік він повертається, аби попередити владу про епідемію жовтої гарячки, що насувається на місто. Джулі вмовляє пробачити її, але замість цього Престон знайомить її зі своєю дружиною Емі…

## В ролях
- Бетті Девіс — Джулі Марсден
- Генрі Фонда — Престон Діллард
- Джордж Брент — Бак Кентрелл
- Дональд Крісп — лікар Лівінґстон
- Фей Бейнтер — тітка Белль Мессі
- Марґарет Ліндсі — Емі Бредфорд Діллард
- Річард Кромвелл — Тед Діллард
- Генрі О'Ніл — генерал Теофолус Боґардус
- Спрінґ Баїнтон — місис Кендрік
- Джон Лайтел — Жан Лакур

## Нагороди та номінації

### Нагороди
«Оскар»:
- 1938 — Найкраща жіноча роль (Бетті Девіс)
- 1938 — Найкраща жіноча роль другого плану (Фей Бейнтер)

«Венеційський кінофестиваль»:
- 1938 — спеціальна рекомендація за видатний художній внесок (Вільям Вайлер)

### Номінації
«Оскар»:
- 1938 — Найкращий фільм (Гел Волліс, Генрі Бленк)
- 1938 — Найкраща операторська робота (Ернест Голлер)
- 1938 — Найкраща музика (Макс Стайнер)

«Венеційський кінофестиваль»:
- 1938 — кубок Муссоліні за найкращий фільм (Вільям Вайлер)

## Факти
- Найкращі ключові моменти фільму вирішено без слів або майже без них[1].
- Сильний актор Генрі Фонда в цій стрічці виглядає достатньо «блідо». Це пов'язано з тим, що епізоди з його участю знімалися поспіхом, адже актор поспішав до Нью-Йорка, де його дружина в цей час народжувала первістка, Джейн[1].